# Institut des sciences analytiques
 (mars 2022).
 (mars 2022).
L'Institut des sciences analytiques (ISA) est l'un des principaux centres européens de recherche dédiés aux sciences analytiques. 
Affilié au CNRS et à l'université Claude-Bernard-Lyon-I, l'Institut des Sciences Analytiques (ISA - UMR5280) réunit l'expertise de plus de 131 chercheurs, enseignants-chercheurs, doctorants, ingénieurs et techniciens ainsi qu'un ensemble d'instruments analytiques uniques en Europe.
Créé le 1er janvier 2010, l'ISA fait avancer les sciences analytiques par le développement de méthodes en chimie analytique, biochimie, chimie théorique, électrochimie appliquées principalement à l'environnement et la santé. 
Les membres de l'ISA contribuent à la formation initiale (ex. coordination d'un Euromaster chimie analytique), la formation continue (CNRS, Formation entreprise, Focal Lyon1) ainsi qu'au transfert technologique par la publication de brevets et la création de start-up. L'expertise de l'ISA est aussi engagée dans des comités de normalisation au niveau national et européen.
Les activités de recherche sont structurées en trois axes :
- Multidimensions pour les mélanges complexes (MDMC)
- Surface et miniaturisation pour la recherche et technologie analytique (SMART)
- Approches théoriques et expérimentales des interactions moléculaires (ATHEXIM)

## Direction de l'Institut des sciences analytiques
- Emmanuelle Vulliet, directrice
- Vincent Dugas, directeur adjoint